# ألكسندر ستولز
ألكسندر ستولز (بالألمانية: Alexander Stolz)‏ (مواليد 13 أكتوبر 1983 في بفورزهايم - ألمانيا الغربية) لاعب كرة قدم ألماني يلعب حاليا لصالح نادي الدرجة الأولى شتوتغارت الألماني منذ 2005 في مركز حارس مرمى .

## روابط خارجية
- ألكسندر ستولز على موقع قاعدة بيانات كرة القدم.إي يو (الإنجليزية)
- ألكسندر ستولز على موقع بيانات كرة القدم. دي إي (الألمانية)
- ألكسندر ستولز على موقع Soccerbase.com (لاعب) (الإنجليزية)
- ألكسندر ستولز على موقع Soccerway.com (الإنجليزية)
- ألكسندر ستولز على موقع عالم كرة القدم.نت (الإنجليزية)
- ألكسندر ستولز على موقع كووورة
- ألكسندر ستولز على موقع AS.com (الإسبانية)